# Józef Kobiela
Józef Kobiela (ur. 7 czerwca 1932 w Jaworznie, zm. 7 lutego 2012) – polski działacz partyjny i państwowy, nauczyciel, były I sekretarz KP PZPR w Wieluniu, w latach 1975–1982 wicewojewoda sieradzki.

## Życiorys
Syn Piotra i Marianny, wywodził się z ziemi wieluńskiej. Ukończył studia magisterskie. Działał w Związku Młodzieży Polskiej, był instruktorem zarządu powiatowego ZMP w Wieluniu. W 1952 wstąpił do Polskiej Zjednoczonej Partii Robotniczej. Pracował jako nauczyciel w szkole podstawowej w Rudnikach, gdzie był sekretarzem POP PZPR (1956–1962), należał także do Wojewódzkiej Komisji Rewizyjnej przy Komitecie Wojewódzkim PZPR w Łodzi. Zasiadał w Powiatowej Radzie Narodowej w Wieluniu, od 1969 do 1971 będąc wiceprzewodniczącym jej prezydium. Na początku lat 70. pracował jako lokalny inspektor oświaty. Od 1971 do 1972 sekretarz organizacyjny Komitetu Powiatowego PZPR w Wieluniu, następnie od października 1972 do maja 1975 jego ostatni I sekretarz. Od czerwca 1975 do grudnia 1982 pełnił funkcję wicewojewody sieradzkiego. W 1975 wszedł w skład Komitetu Wojewódzkiego PZPR w Sieradzu, od 1978 przewodniczył w nim Komisji Administracyjnej.
Został pochowany na Cmentarzu Komunalnym w Sieradzu.